# Diané Mariam Koné
Diané Mariam Koné (nascida em 26 de agosto de 1953 em Ségou) é uma política do Mali. Ela foi Ministra da Pecuária e Pescas de dezembro de 2012 a setembro de 2013. Anteriormente, foi Diretora do Centro de Formação Prática em Pecuária (1991-1994), Coordenadora do Projeto de Apoio ao Avanço da Mulher (1997-2001) e Diretora do Centro Nacional de Documentação e Informação sobre Mulheres e Crianças (2004 a 2010).
Ela é bióloga e também estudou gerenciamento de projetos de desenvolvimento na Universidade de Pittsburgh.